# Hyalurga uria
Hyalurga uria là một loài bướm đêm thuộc phân họ Arctiinae, họ Erebidae.